# Єдиному
Єди́ному — студійний альбом, записаний Софією Ротару в 2003 році в студії Artur Music. Цей альбом з'явився після перерви, пов'язаної зі смертю чоловіка Софії Ротару — Анатолія Євдокименка і присвячений його пам'яті. У альбом включені суперхіти періоду перших років спільного життя і творчості Софії Ротару і Анатолія Євдокименка.

## Зміст
Альбом містить 16 пісень з репертуару Софії Ротару: 10 українських і 6 молдавських. Починається і завершується цей ностальгічний альбом Ротару двома новими піснями молодих українських авторів: «Одна калина» і «Чекай». «Червона рута», «Два перстені», «Сизокрілій пташок», «Водограй», «Пісня буде поміж нами» — яскраві прикмети 70-х, радіо-телеефіру України і візитна картка Софії Ротару, що стали класикою сучасної української естради, заспівані після Ротару Іриною Сказіною, Жанною Боднарук, Таїсією Повалій, Ані Лорак, Віктором Павликом, Тарасом Чубай.
Софія Михайлівна не належить до покоління, що пережило велику війну, проте як дочка фронтовика і справжня патріотка-співачка вона пригадала цю трагічну сторінку історії, висловивши пошану тим, хто віддав своє життя за майбутнє, піснею «Мальви». У ранішій версії пісня має назву — «Балада про мальви».
До цього альбому також включена пісня «Черемшина», яку люблять не тільки в Україні, але і в країнах, що говорять іншими слов'янськими мовами.

## Список пісень
1. Одна калина
2. Червона рута
3. Меланхоліє
4. Два перстеня
5. Сярэ албастрэ (Щасливий Вечір)
6. Иванэ (Іванку)
7. Сизокрилий птах
8. Мальви
9. Сэ вий (Чекаю тебе)
10. Черемшина
11. Крэдэ мэ (Вір мені)
12. Романтикэ
13. Водограй
14. Край
15. Пісня буде поміж нас
16. Чекай

## Історія альбому
Альбом присвячений пам'яті чоловіка Софії Ротару — Анатолія Євдокименка, який був для співачки одночасно коханим чоловіком, другом, і її багаторічним беззмінним продюсером. Відмовившись заради молодої зірки од кар'єри фізика, він організував ансамбль «Червона Рута», солістом якого стала Ротару, і чиї пісні співають на території колишнього СРСР і за його межами.

## Запис
Альбом, що складається з сучасних обробок колишніх легендарних хітів, увійшов до десятки найкращих альбомів України в 2004 році (перший в категорії «найностальгічніший») та звучить як свіжий альбом із новими піснями.

## Критика
До альбому «Єдиному» входять пісні українського і молдавського фольклору, що стали народними, в останніх сучасних аранжуваннях, зокрема у стилі Deep Forest.
В альбомі відображено глобально-монументальний підхід: повноцінні цілі оркестри з численними сурмачами на акомпанементі й гучний голос всесоюзного значення. У піснях цього альбому немає радянської пафосності, але яскраво виражено зближення з народом за допомогою характерної південної тональності й співучості. Пісня «Одна калина» звучить дуже сучасно, але заразом і традиційно: з молдавськими скрипками й гармоніками, що дозволяє їй бути одночасно піснею для прослуховування і супроводу святкувань. Цією ж піснею Софія Ротару закінчила концертну програму «Ювілейні концерти Софії Ротару в Кремлівському палаці», де її співали разом із нею представники російського і українського шоу-бізнесу. Один із перших хітів Софії Ротару — «Червона рута» — набув нового, характерно клубного звучання за допомогою модного диско-біта і мідної секції. Пісня «Меланхоліє» (Ніжна мелодія) отримала в новому динамічному реміксі на основі типового італійського початку і ритму нового звучання, характерного для пісень, що виконуються на фестивалі в Сан-Ремо. У цій пісні тільки приспів залишився тим самим.

## Перевидання
Цей альбом у наш час не перевидавався.